# Carol Lawrence
Carol Lawrence (nacida Carolina Maria Laraia; 5 de septiembre de 1932) es una actriz estadounidense de teatro musical y de televisión. Es conocida por interpretar el papel de María en Broadway en el musical West Side Story (1957), por el que recibió una nominación al Premio Tony a la Mejor Actriz Destacada en un Musical. Apareció en The Muny, St. Louis, en varios musicales, incluido Funny Girl. También apareció en muchos dramas de televisión, incluidos Rawhide y Murder She Wrote. Estuvo casada con el también actor Robert Goulet.

## Biografía
Nacida Carolina Maria Laraia el 5 de septiembre de 1932, en Melrose Park, Illinois, sus padres eran de ascendencia italiana. Su padre nació en Trivigno, en la provincia de Potenza, y su familia materna procedía del mismo pueblo. Laraia se graduó en Proviso Township High School, en Maywood, Illinois. Pasó un año en la Northwestern University y luego se fue para seguir su carrera.

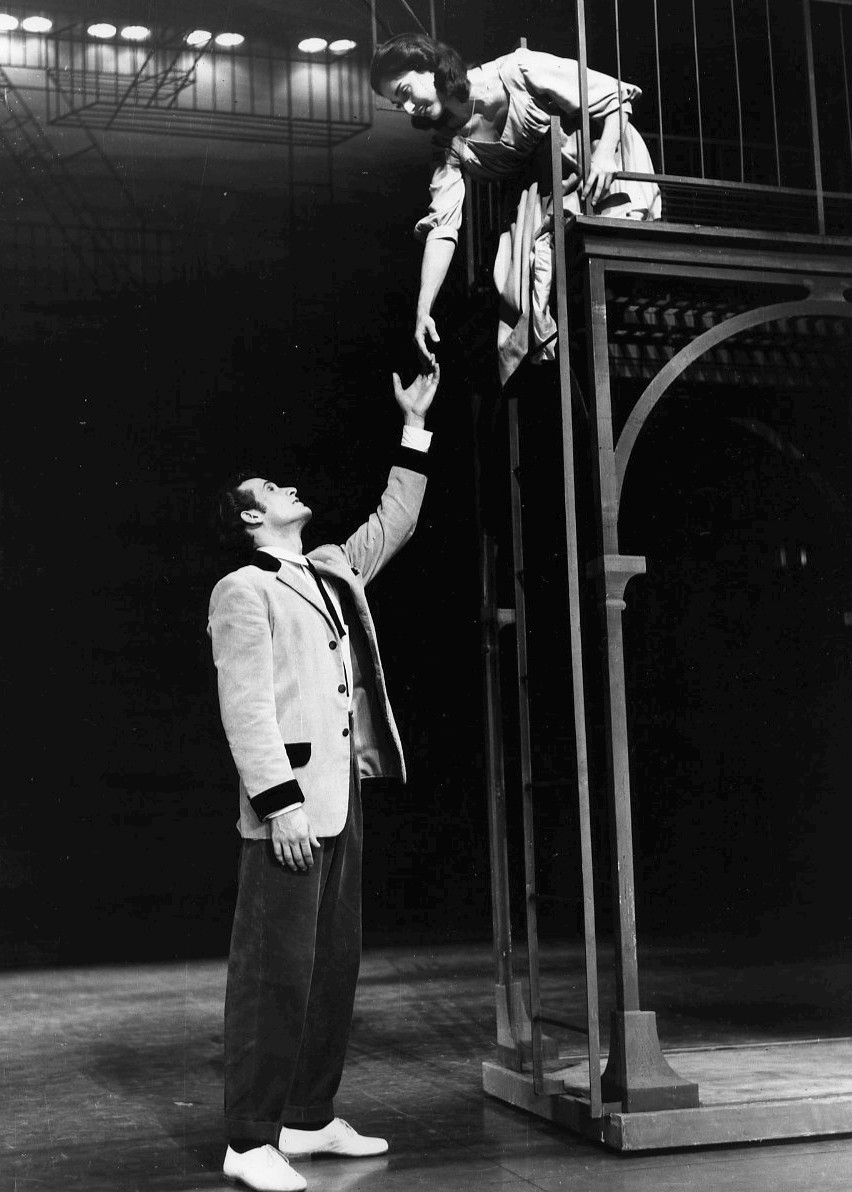
Larry Kert y Carol Lawrence en la escena del balcón de West Side Story, reparto original de Broadway (1957)

Lawrence hizo su debut en Broadway como Ted Adair Dancer en la revista de 1951 Borscht Capades, junto a Joel Gray. Logró el éxito en el papel de María en la producción original de Broadway de West Side Story en 1957, por la que recibió una nominación al Premio Tony a la Mejor Actriz Destacada en un Musical, perdiendo ante Barbara Cook (The Music Man). Interpretó el papel durante dos años y, después de una aparición en el programa de corta duración Saratoga, en 1959, regresó a West Side Story para su temporada de 1960. Otros éxitos de Broadway fueron Subways Are for Sleeping, I Do! ¡Sí! (reemplazo de "Ella / Agnes", 1967) y El beso de la mujer araña (1992-1993, reemplazo de Mujer araña / Aurora). Su crédito más reciente en Broadway es como suplente de Lauren Bacall en la producción de 1999 de Noel Coward Waiting in the Wings.
Hizo algunos álbumes de discos de estándares y shows, incluido Tonight at 8:30 (1960), donde cantó versiones de estudio de las canciones «Tonight» y «Something’s Coming», ambas de West Side Story.
Interpretó varios papeles en The Muny en St. Louis, Missouri, el teatro al aire libre más grande de los EE. UU., incluidos Fanny Brice en Funny Girl (1975), Charity en Sweet Charity (1977) y Lucille Early en No, No, Nanette (1990). Entre sus otros papeles de teatro musical se encuentran el papel principal en Mame (2000 en el Centro de Artes Escénicas Helen Hayes en Nyack, Nueva York), Ginebra en Camelot (frente a su esposo Robert Goulet), ¿Escucho un vals?, en el Pasadena Playhouse (2001), y Follies, en el Wadsworth Theatre de Los Ángeles, en 2002.
Sus actuaciones en televisión incluyen un papel de invitada en Breaking Point (como Evelyn Denner en el episodio de 1963 titulado «There Are the Hip, and There Are the Square»). En octubre de 1976, apareció como invitada especial en el popular programa de variedades semanal The Bobby Vinton Show, que se transmitió en los Estados Unidos y Canadá. Otras apariciones incluyen Rawhide; Combat!; Wagon Train; The Fugitive; The Big Valley; Hawaii 5-0; Marcus Welby, M.D.; Medical Center; Kung Fu; Mannix; Murder, She Wrote; Saved by the Bell; y Sexo en Nueva York.
De 1991 a 1993, interpretó el papel de la matriarca Angela Eckart en Hospital General. Presentó cinco programas de Chef du Jour para Food Network, cocinando de I Remember Pasta, su propio libro de cocina, y estableciendo un récord de ventas de libros de cocina en Home Shopping Network.
En 1999, apareció en la nueva versión de la película para televisión That Championship Season, de Jason Miller en un cameo como la madre de Claire (la suegra del personaje de Vincent D’Onofrio ), un papel escrito en la película específicamente para ella. En 2013, apareció en Off-Broadway en el Westside Theatre Downstairs en la obra de Jason Odell Williams Handle with Care.
Lawrence ha escrito su autobiografía, con Phyllis Hobe, titulada Carol Lawrence: The Backstage Story, publicada en 1990.

## Vida personal
Lawrence se ha casado tres veces:

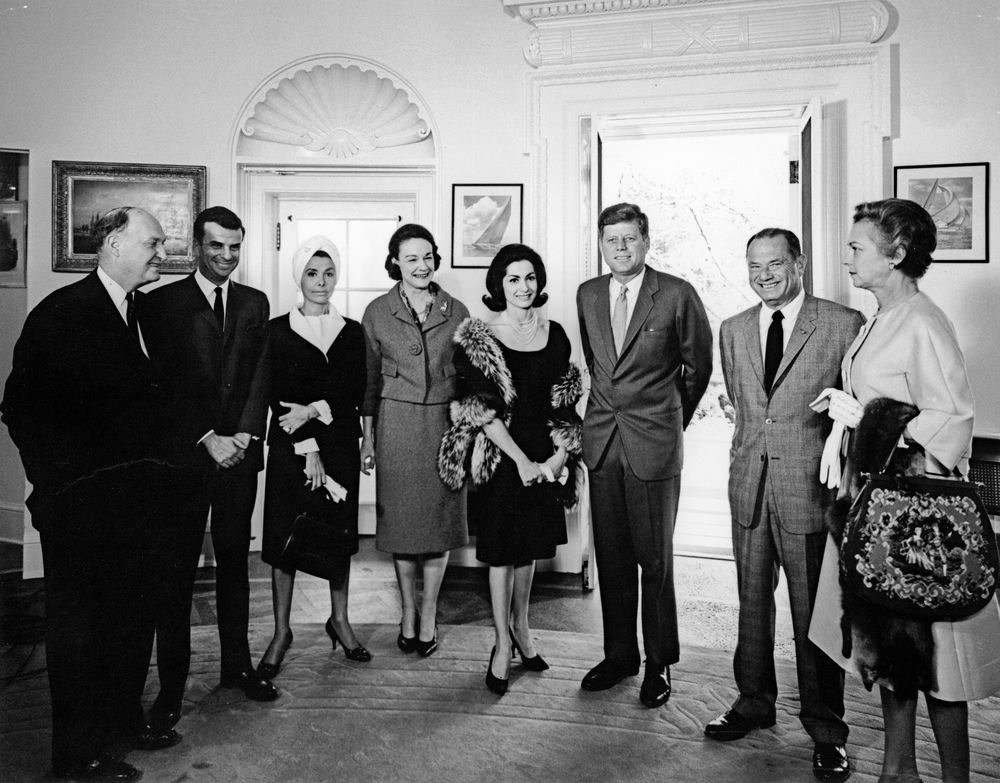
Lawrence (centro) junto a John F. Kennedy en la Casa Blanca, dos días antes del asesinato de Kennedy.

- Cosmo Allegretti (13 de enero de 1956 - 30 de enero de 1959; anulado)[17]
- Robert Goulet (1963-1981);[18][19] juntos tuvieron dos hijos, Christopher (n. 1964) y Michael Goulet (n. 1966).
- Greg Guydus (7 de marzo de 1982 - 12 de diciembre de 1984)[20]

Lawrence y Goulet se casaron cuando ambos eran estrellas de Broadway; su romance fue tratado en la prensa como un cuento de hadas. En su libro de 1990, Carol Lawrence: The Backstage Story, acusó a Goulet de tener alcoholismo y de ser un esposo y padre abusador.
Lawrence acompañó al presidente del Comité Nacional Demócrata (DNC) John Bailey, la vicepresidenta del DNC Margaret B. Price, la secretaria del DNC Dorothy Vredenburgh Bush, Lena Horne, Richard Adler y Sidney Salomon en una visita al presidente John F. Kennedy en la Casa Blanca el 20 de noviembre de 1963; dos días antes de su asesinato.
Lawrence es presbiteriana y miembro de la Iglesia Presbiteriana de Bel Air.